# 1901 у літературі

## Події
- Уперше вручена Нобелівська премія з літератури. Її отримав французький поет Сюллі-Прюдом
- Марк Твен отримує ступінь почесного доктора Єльського університету (23 жовтня)
- Микола Вороний опублікував відозву до українських письменників з пропозицією наближатися «до нових течій і напрямів європейських літератур».

## Народилися
- 7 січня (за н. ст.) — Василь Чумак — український письменник
- 16 лютого — Павло Байдебура — український письменник
- 15 травня — Ксав'є Герберт, австралійський письменник (помер у 1984).
- 2 листопада — Валер'ян Підмогильний
- 26 листопада —Доріс Гейтс, американська письменниця

## Нові книжки
- Френк Баум — Містер Мюнхаузен
- Герберт Уеллс — Перші люди на Місяці
- Марко Черемшина — Карби
- Грінченко Борис Дмитрович — дилогія «Серед темної ночі», «Під тихими вербами».
- Ольга Кобилянська — Земля
- Еміліо Сальгарі — Золота гора
- Генрі Райдер Гаґґард — Лізбет

## Померли
- 14 серпня — Григорій Мачтет — український письменник-революціоненр
- 24 травня — Шарлотта Мері Янг — англійська письменниця